# چرکش
چرکش (به ترکی استانبولی: Çerkeş) شهری است در کشور ترکیه که در استان چانقری واقع شده‌است. جمعیت این شهر بر اساس سرشماری سال ۲۰۰۸ میلادی ۸٬۷۵۵ نفر و بر اساس برآوردهای سال ۲۰۰۹ میلادی ۸٬۹۳۸ نفر می‌باشد.